# Pontiac Laurentian

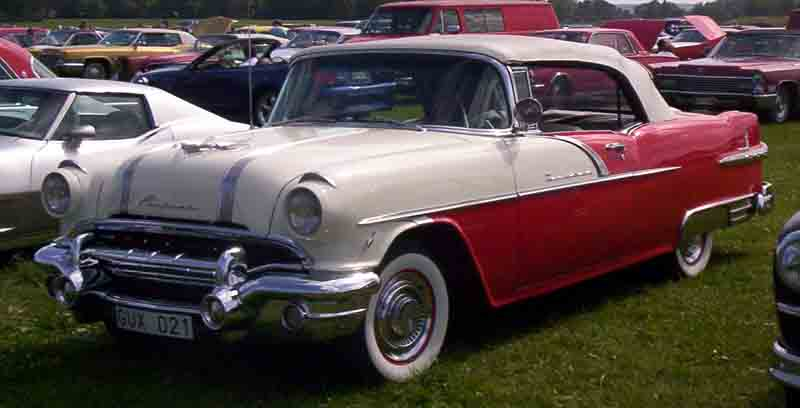
Pontiac Laurentian Cabriolet (1956)

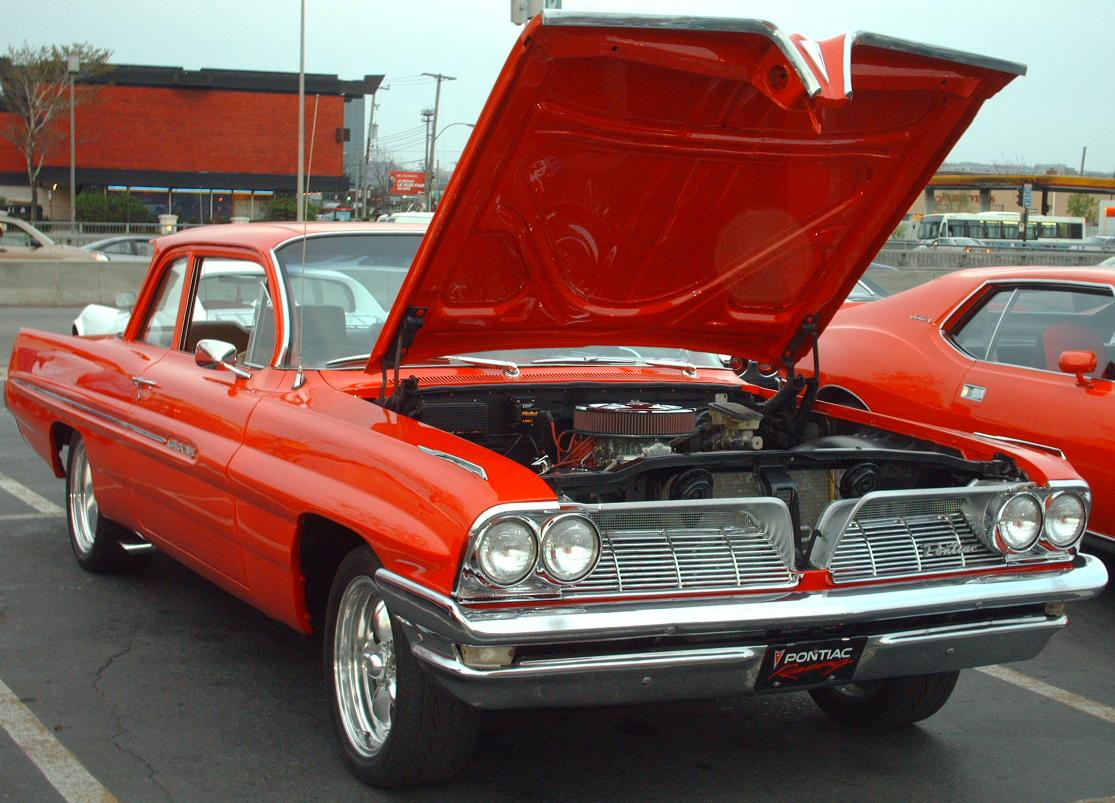
Pontiac Strato Chief Coupé

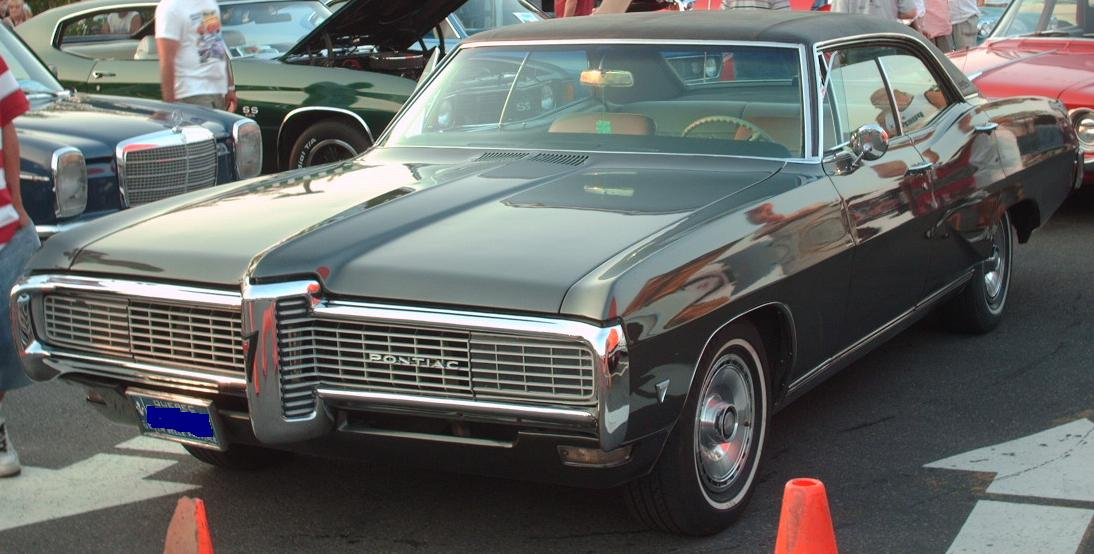
Pontiac Grand Parisienne Limousine 4 Türen (1968)

Von den 1950er- bis in die 1970er-Jahre stellte GM in Kanada eigene Serien von Wagen der oberen Mittelklasse her, die von den US-amerikanischen Modellen, wie dem Catalina, den Star Chief, dem Executive und dem Bonneville abwichen. 1959 hießen die kanadischen Modelle, die an die Chevrolet-Modellreihen Biscayne, Bel Air und Impala angelehnt waren, Strato Chief, Laurentian und Parisienne. Als Chevrolet 1962 den „Super Sport“ einführte, antwortete Pontiac Kanada darauf mit dem Custom Sport (1967 in 2+2 umbenannt, entsprechend einer Bezeichnung in den USA für ein bestimmtes Modell des Catalina). Und als Chevrolet Mitte 1965 den „Impala“ / „Caprice“ herausbrachte, um ihn gegen Fords LTD antreten zu lassen, führte Pontiac Kanada für das Modelljahr 1966 den Grand Parisienne ein.
Wie alle von 1955 bis 1970 gebauten kanadischen Pontiacs basierte auch der Laurentian auf Chevrolets großen Fahrgestell, Antriebskomponenten und anderen Teilen, hatte aber die Karosserie des Pontiac Catalina aus den USA. So sieht z. B. ein 1964er Laurentian wie ein Catalina aus demselben Jahr aus, hat aber technisch mehr mit einem Chevrolet Bel Air zu tun. Bis mindestens 1967 trugen die Laurentian aber die drei Sterne, die man üblicherweise an den Pontiac-Modellen Star Chief und Executive sieht, auch wenn die andere Außenausstattung der des Catalina entspricht.
Die Laurentian gab es bis 1962 in den gleichen Karosserieformen wie den Chevrolet Bel Air, einschließlich Hardtop- und Limousinenausführungen. Nach 1963 gab es Hardtop-Modelle nur noch in den Serien Parisienne und Grand Parisienne, die den Chevrolet-Modellen Impala und Caprice entsprachen. 1969 allerdings gab es wieder 2-türige Hardtop-Coupés beim Strato Chief und Laurentian, weil Pontiac nach 1968 in den USA die 2-türigen Catalina auslaufen ließ.
Anders als der Parisienne, der Mitte 1983 auch in den USA eingeführt wurde, wurden der Laurentian und der Strato Chief niemals dort verkauft. Sie wurden nur für den kanadischen Markt und für den Export als Kit Cars hergestellt.
Einige Exemplare wurden als CKD-Kits bei Holden in Australien oder als SKD-Kits im benachbarten Neuseeland montiert. Ebenso wurden die Kits in den GM-Werken in den Niederlanden und Südafrika montiert. Man benutzte für diesen Zweck kanadische Modelle, da Kanada als Mitglied des Commonwealth Zollvorteile beim Import in Australien und Südafrika hatte. Aber vor allen Dingen lag erstens ein wirtschaftlicher Vorteil in der Versorgung zweier unterschiedlicher GM-Montagelinien aus derselben Teilequelle, zweitens waren die kanadischen Pontiacs, wie die Chevrolets, eher geeignet für Länder mit höheren Benzinpreisen als die USA, und drittens waren die kleineren kanadischen Pontiacs ohne die Größe und das Gewicht ihrer US-amerikanischen Gegenstücke eher für die Anpassung an Verhältnisse in Ländern, in denen der Platz begrenzt ist, geeignet, wie z. B. Europa und die Länder mit Linksverkehr, wo übergroße Autos auch übergroße Nachteile haben.
Diese rechtsgelenkten Autos hatten dieselben Armaturenbretter wie ihre Chevrolet-Schwestermodelle (Impalas und Bel Airs wurden auch nach Australien exportiert; Neuseeland bekam nur die Impalas), und so reichte es aus, für eine Fahrzeuggröße auch nur ein Armaturenbrett für Rechtslenkung zu entwerfen. So hatten die Modelle 1962–1964 nur ein Armaturenbrettdesign, obwohl die Designs in Kanada jährlich wechselten; auch die Modelle 1965–1968 hatten alle ein umgebautes 1965er Chevrolet-Armaturenbrett. Die rechtsgelenkten Autos hatten auch die alten, kurzen, gegenläufigen Scheibenwischer, anders als die gleichläufigen bei den linksgelenkten, kanadischen Versionen. Radios, Polsterung und zweistufige Heizgebläse wurden von örtlichen Herstellern bezogen – einige australische Autos hatten auch die dort gefertigten Frigidaire-Klimaanlagen.